# Джабир ибн Афлах
Абу Мухаммад Джабир ибн Афлах ал-Ишбили (араб. أبو محمد جابر بن أفلح‎), (первая половина XII в.) — западноарабский математик и астроном, уроженец Севильи. В средневековой Западной Европе был известен под именем Geber Hispalensis.
Составил «Усовершенствование Алмагеста» и «Трактат о фигуре секущих». Эти трактаты Джабира, переведённые на латынь Герардом Кремонским, оказали заметное влияние на развитие тригонометрии в Западной Европе, вплоть до Региомонтана и Николая Коперника. Джабир первым получил для прямоугольного сферического треугольника соотношение, связывающее два угла и катет (правило Гебера):
{\displaystyle \cos A=\cos a\sin B.}
Изобрёл торкветум — астрономический инструмент, позволяющий производить измерения в различных системах небесных координат и осуществлять взаимные переходы между этими системами.

## Память
В 1935 г. Международный астрономический союз присвоил имя Джабара ибн Афлаха кратеру на видимой стороне Луны.